# Ачинский острог
А́чинский остро́г (хак. Ачых тура) — оборонительное сооружение, поставленное 8 сентября 1641 года тарским воеводой Я. О. Тухачевским на правом берегу реки Июс между его притоками Ададым и Алдат, в районе нынешнего села Дорохово Назаровского района Красноярского края.

## Этимология
Название восходит к тюркской родоплеменной группе ачи, ачиги (группа хакасов, которых также называют «ачинские татары»).

## История
После переведения Я. Тухачевского в Мангазею в 1642 г. его место занял И. С. Кобыльский, который также занимался укреплением острога. В 1658 году острог был перенесён томским сыном боярским Юрием Трапезундским в Басагарскую волость ниже по течению Июса, на левый берег р. Урюп. В 1673 году острог был сожжён кыргызским отрядом князя Шанды Сенчикеева.
Новый острог был построен томскими казаками во главе с сыном боярским Иваном Вербицким недалеко от сгоревшего. В 1679 и 1682 годах он вновь был сожжён кыргызами совместно с восставшими ясачными людьми. В 1683 году перенесён на новое место, на р. Чулым, где ныне располагается город Ачинск. В 1707 кыргызы опять совершили поход под Ачинский острог и сожгли его. В 1709 году был восстановлен сыном боярским Саввой Цыцуриным.
В 1782 году Ачинский острог возведён в степень уездного города Ачинск.